# Flaga Zakonu Maltańskiego
Flaga Zakonu Maltańskiego (nazwana flagą św. Jana) – jeden z symboli Zakonu Maltańskiego. Składa się ona z białego krzyża łacińskiego na czerwonym polu. 
Jak opisuje Giacomo Bosio, Zakon Maltański używał krzyża na czerwonym polu już 1130 roku, kiedy to Papież Innocenty II wydał dekret mówiący:

„… religia na wojnie powinna nosić sztandar z białym krzyżem na czerwonym polu”

Zakon zaczął systematycznie używać krzyża łacińskiego od wydania bulli papieża Aleksandra IV z 1259 r. Pozwalała ona nosić Kawalerom na wojnie płaszcz z owym krzyżem.

## Warianty
Oprócz flagi państwowej, Zakon używa też flagi z białym krzyżem maltańskim (tzw. flaga działalności) oraz flagi Jego Wysokości Wielkiego Mistrza.

### Flaga działalności
Krzyż maltański symbolizuje dawne związki Zakonu z Republiką Amalfi. Kształt krzyża datuje się na ponad 400 lat, pierwszym nawiązaniem do niego był jego wizerunek na monetach Wielkiego Mistrza Foulques'a de Villaret'a. Obecnie flaga jest używana przez Wielkie Przeoraty i Podprzeoraty, misje dyplomatyczne oraz stowarzyszenia narodowe.

### Flaga Wielkiego Mistrza
Flaga Jego Wysokości Wielkiego Mistrza zawiera ten sam symbol, otoczony łańcuchem oraz koroną u góry. Powiewa ona nad Pałacem Magistralnym oraz urzędami magistralnymi podczas obecności Mistrza.